# 盲蛛
盲蛛是蛛形綱盲蛛目（學名：Opiliones）物種的統稱，為一類外觀類似蜘蛛的節肢動物。至2017年4月時，共發現了超過6,650種，不過科學家估計現存種類可能超過10,000種。盲蛛目底下共包含5個亞目：柄眼亞目、開氣門亞目、閉氣門亞目、強肢亞目與已滅絕的四眼亞目。
盲蛛的外型類似蜘蛛，尤其是同樣擁有細長腿的幽靈蛛科，但是在分類上屬於完全不同的類群。蜘蛛的身體可分為腹部與頭胸部兩個部分，而盲蛛的頭胸部和腹部之間則沒有明顯的腹柄。蜘蛛多半有3至4對眼，而盲蛛僅有一對眼，同樣具有視力功能。此外，盲蛛並不吐絲，也不具有毒液。
盲蛛在英文中俗稱「harvestmen（收割者）」或是「daddy longlegs（長腿爸爸）」，不過「daddy longlegs」也被用來稱呼同樣擁有細長腿的幽靈蛛科以及大蚊科。
目前所知的盲蛛遍布於南極洲之外的全世界，而已知保存最完整的化石發現於地質年代約4億年的蘇格蘭萊尼燧石層，而在地層年代3億5百萬年前的法國也有發現到外型與現存種類外型相差無幾的樣本，這代表盲蛛自石炭紀以來外型就沒有太大的變化。

## 行為

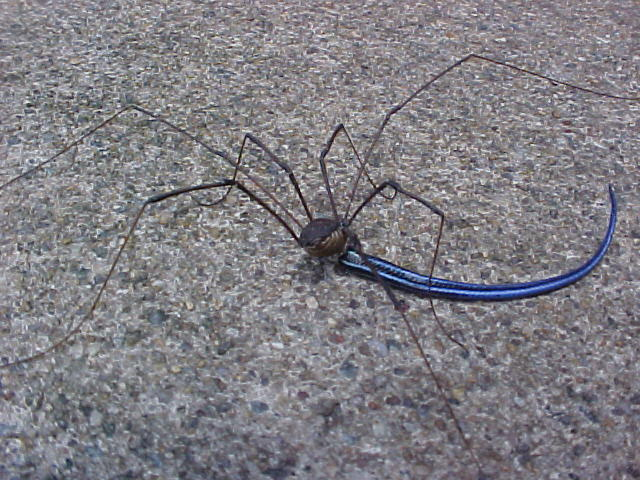
正在啃食石龍子尾巴的盲蛛

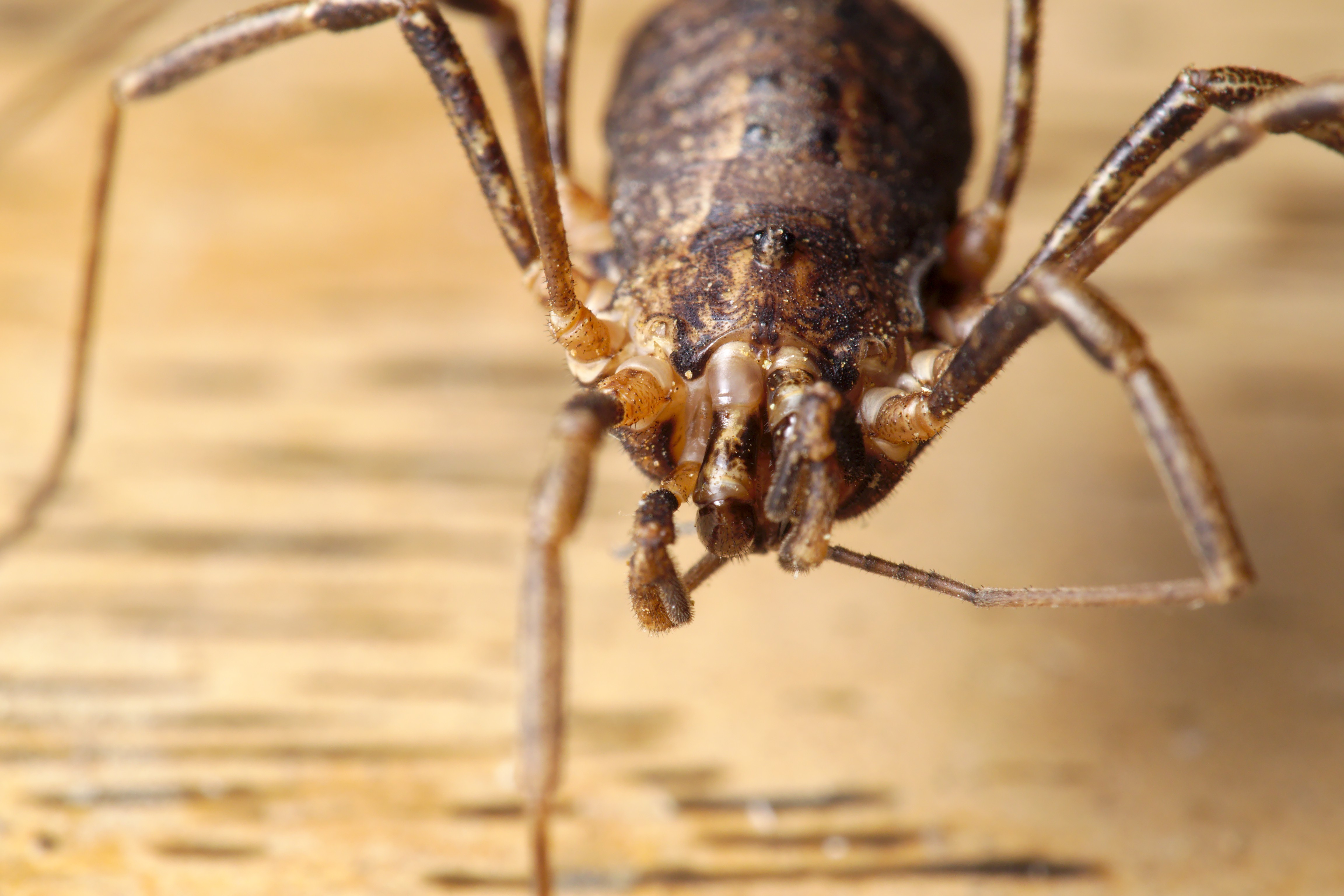
一隻Protolophus sp.正在清理牠的步足

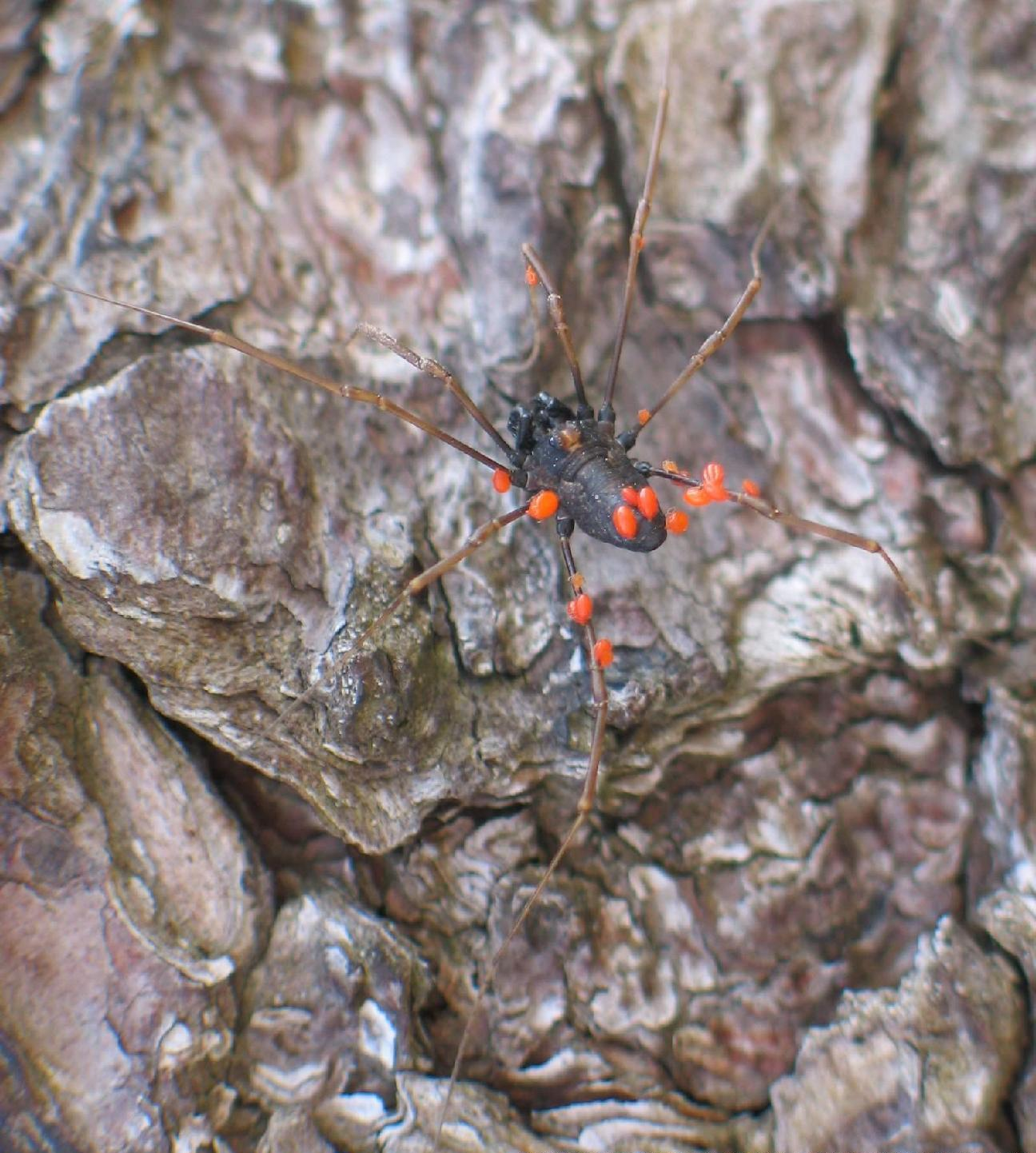
被蟎所寄生的盲蛛

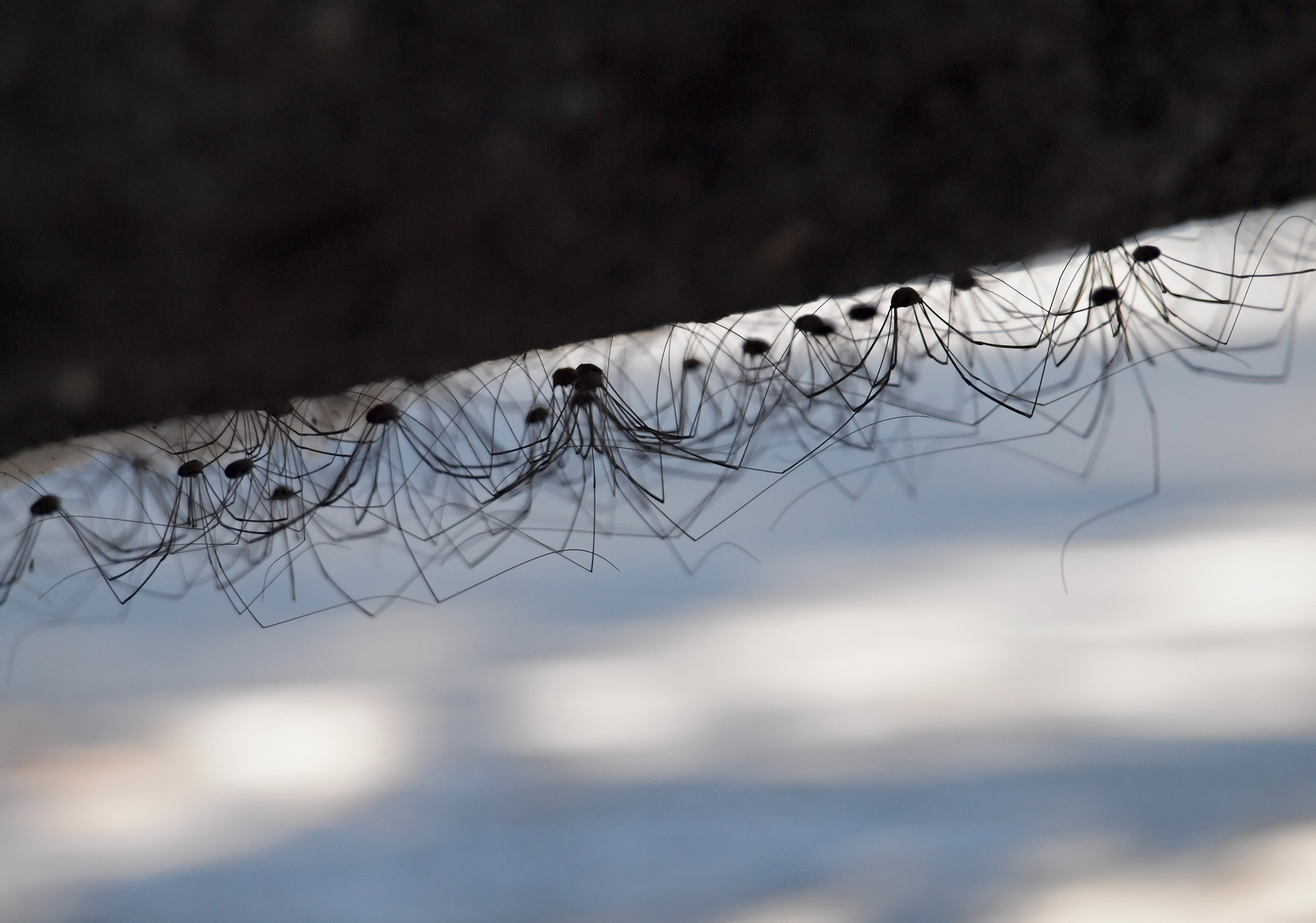
盲蛛的群聚行為

盲蛛多半為雜食動物，以小型昆蟲、植物以及真菌為食；部分種類為食腐動物，以動物屍體、鳥屎或其他糞便排泄物為食。盲蛛廣泛的食性在蛛形綱中並不尋常，因為大部分的蛛形綱成員均為純粹的肉食性掠食者。盲蛛多半採伏擊型策略捕捉獵物。盲蛛的眼睛無法形成影像，因此牠們依靠第二對步足作為觸角來感測周遭環境。但其他蛛形綱成員不同的是，盲蛛進食的方式與蜘蛛不同，不採用體外消化而是直接將獵物咀嚼成碎片後食用，也因此牠們很容易受到體內寄生蟲（例如簇蟲）的感染。盲蛛會在進食後利用口器清理自己的每一根步足。
盲蛛多半透過有性生殖繁殖，少數種則有單性生殖的能力。盲蛛的交配採直接交尾的形式而非透過精包。在交尾前，部分種類的雄盲蛛會將自己螯肢的分泌物作為求偶贈禮送給雌盲蛛。在交尾後，部分種類的雄盲蛛會保衛雌盲蛛。某些種類的雄盲蛛在交尾後會重複去刺激雌盲蛛的第二對感知步足，這個行為被科學家認為是雄盲蛛想要傳遞給雌盲蛛試圖交尾第二次的訊號。
在交尾後數個月，雌盲蛛會透過產卵管產卵，部分種類更會築巢。十分特別的是，有些雄盲蛛會進行護卵，防止飢餓的雌性食卵，並且定時會去清理卵的表側。根據環境溫度的不同，卵會在產下的20天至半年孵化。幼蛛約需要4至8齡期才會成熟，大多數平均為6齡。
多數盲蛛為夜行性，體色多半為棕色。少部分種類為晝行性，體表會有黃色、綠色或紅色花紋。
盲蛛多半不排斥同類，在水源附近常會有大量個體聚集。在強肢亞目曾有200隻個體的群體紀錄，在開氣門亞目中則有70,000隻個體的群體紀錄。盲蛛群聚的行為主要用於抵抗掠食者，透過氣味分泌物的配合可以有效減少群體中個體遭到捕食的機會。

## 下属分类
本目包括以下科：
- 丝提盲蛛科 Stylocellidae
- 尼奥盲蛛科 Neogoveidae
- 培塔盲蛛科 Pettalidae
- 丝尔盲蛛科 Sironidae
- 特古盲蛛科 Troglosironidae
- 卡迪盲蛛科 Caddidae
- 莫诺盲蛛科 Monoscutidae
- 尼皮盲蛛科 Neopilionidae
- 斯科勒盲蛛科 Sclerosomatidae
- 发朗盲蛛科 Phalangiidae
- 色拉盲蛛科 Ceratolasmatidae
- 艾思奇盲蛛科 Ischyropsalididae
- 沙巴盲蛛科 Sabaconidae
- 迪克朗盲蛛科 Dicranolasmatidae
- 尼曼盲蛛科 Nemastomatidae
- 尼坡盲蛛科 Nipponopsalididae
- 特格鲁盲蛛科 Trogulidae
- 可拉顿盲蛛科 Cladonychiidae
- 皮坦盲蛛科 Pentanychidae
- 他五盲蛛科 Travuniidae
- 奇亚盲蛛科 Triaenonychidae
- 西音盲蛛科 Synthetonychiidae
- 比安盲蛛科 Biantidae
- 伊斯盲蛛科 Escadabiidae
- 奇缪盲蛛科 Kimulidae
- 坡得盲蛛科 Podoctidae
- 萨摩盲蛛科 Samoidae
- 斯蒂格恩盲蛛科 Stygnommatidae
- 伊皮盲蛛科 Epedanidae Sørensen, 1886
- 阿格盲蛛科 Agoristenidae
- 阿萨姆盲蛛科 Assamiidae
- 饰容盲蛛科 Cosmetidae
- 科拉纳盲蛛科 Cranaidae
- 瘦腿盲蛛科 Gonyleptidae
- 曼拉盲蛛科 Manaosbiidae
- 丝提格盲蛛科 Stygnidae
- 思蒂格诺盲蛛科 Stygnopsidae
- 盎科盲蛛科 Oncopodidae
- 长奇盲蛛科 Phalangodidae
- 菲斯盲蛛科 Fissiphalliidae
- 加什盲蛛科 Guasiniidae
- 爱卡盲蛛科 Icaleptidae
- 则末盲蛛科 Zalmoxidae

## 外部連結
- 各式各樣的盲蛛 （页面存档备份，存于） (2014)